# Dejan Krljanović
Dejan Krljanović, slovenski nogometaš, * 12. julij 1989, Celje.
Krljanović je nekdanji profesionalni nogometaš, ki je igral na položaju vezista. V svoji karieri je igral za slovenske klube Celje, MU Šentjur, Kovinar Štore, Interblock, Krka in Aluminij, ciprska Enosis Neon Paralimni in Omonia Aradippou, poljsko Legionovio Legionowo ter avstrijske SVH Waldbach, SV Tillmitsch, SV Gleinstätten in St. Veit am Vogau. Skupno je v prvi slovenski ligi odigral 59 tekem in dosegel en gol. Leta 2007 je odigral dve tekmi za slovensko reprezentanco do 18 let. 